# Maschio e femmina
Maschio e femmina (Male and Female) è un film muto del 1919 diretto da Cecil B. DeMille. Tratto dal lavoro teatrale The Admirable Crichton di J.M. Barrie, affronta uno dei temi preferiti da DeMille, quello della relazione tra uomo e donna vista attraverso la differenza di classe. La commedia, scritta da Barrie nel 1902, andò in scena a Londra nel novembre di quell'anno, riscuotendo un tale successo che restò in cartellone per 828 repliche. Nel 1903, venne ripresa a Broadway interpretata da William Gillette.
DeMille, come amava fare nei suoi film, inserisce nella storia, ambientata in epoca moderna, un episodio che si svolge in un passato più o meno storico, utilizzando sfarzose scenografie e improbabili costumi.

## Trama

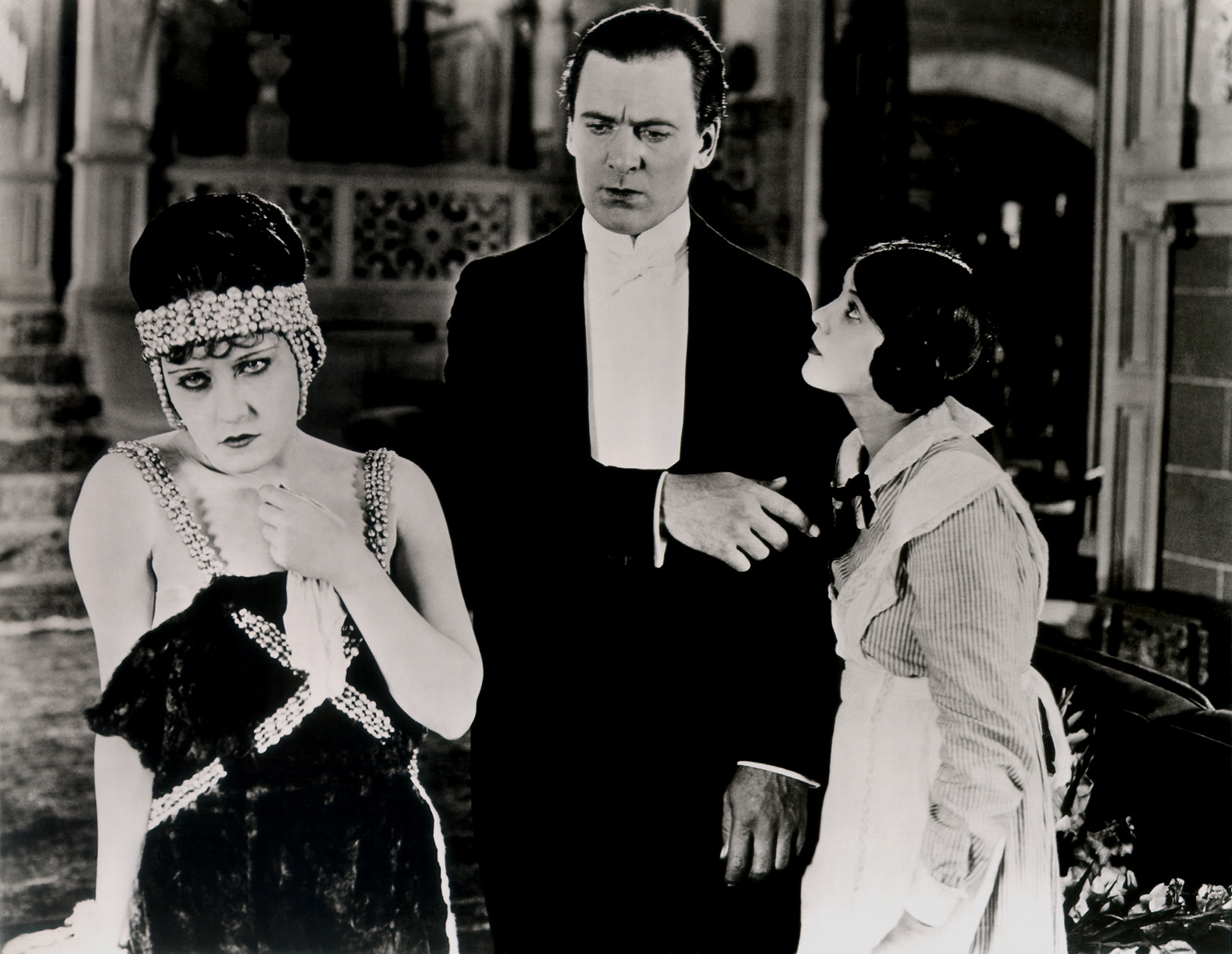
Gloria Swanson, Thomas Meighan e Lila Lee

Lady Mary, una nobile inglese, è attratta da Crichton, il suo maggiordomo, ma rifiuta di riconoscere i suoi sentimenti a causa della differenza di classe che intercorre tra lei e il suo domestico. Quando però lei e i suoi amici aristocratici naufragano su un'isola deserta durante un viaggio in yacht, l'unico che riesce a prendere in mano la situazione è proprio Chrichton.
Organizza i naufraghi e procura cibo per tutti. Mary dimentica di essere una lady e diventa solo una donna innamorata. Gli altri dimenticano anche loro il proprio ruolo sociale, adattandosi alla legge del più forte.
Tutto tornerà come prima quando sull'isola arriveranno i soccorsi.

## Produzione
Il film fu prodotto dalla Paramount Pictures (con il nome Famous Players-Lasky Corporation).

### Riprese
La pellicola è stata girata al parco nazionale delle Channel Islands, all'Isola di Santa Catalina (California) e all'Iverson Ranch di Chatsworth, a Los Angeles

## Distribuzione
Il film era distribuito dalla Paramount Pictures e uscì in sala il 23 novembre 1919. In Italia è uscito nel 1924.
Copia della pellicola (positivo 35 mm) viene conservata negli archivi dell'International Museum of Photography and Film at George Eastman House.
Nel 2001, venne pubblicata da Image Entertainment una versione in DVD di 115 min in B/N, con sottotitoli in inglese tratta da una copia in ottimo stato in 16 mm. La Passport Video DVD edition distribuì nel 2007 un cofanetto con una ventina di titoli di DeMille, tra cui la versione di Maschio e femmina.

### Data di uscita
- Stati Uniti d'America 23 novembre 1919
- Polonia 1922
- Finlandia 2 ottobre 1922
- Italia 1924
- Portogallo 7 aprile 1965
- DVD USA 2001 e 2007

Alias
- The Admirable Crichton - UK
- Kaprys losu - Polonia
- L'admirable Crichton - Francia
- Macho e Fêmea - Portogallo
- Macho y hembra - Spagna
- Zustände wie im Paradies - Germania
- Maschio e femmina - Italia

## Accoglienza

### Critica
- "In film come Maschio e femmina e Perché cambiate moglie? (1920) egli (DeMille) fa di Gloria Swanson una star, creando al tempo stesso un nuovo genere di fantasia romantica, film in cui una sessualità prudentemente sfiorata è più che compensata da un rampante materialismo" (R. Koszarski[5])